# N-香草基壬酰胺
N-香草基壬酰胺（N-vanillylnonanamide，Nonivamide）又称壬酸香兰基酰胺（Nonyl Vanillylamide）、天竺葵酸香兰基酰胺（pelargonic acid vanillylamide，缩写PAVA）、诺香草胺（Nonivamide）、合成辣椒素等，是一种属于辣椒素类物质的芳香族有机化合物。是天竺葵酸和香兰素胺的酰胺。存在于辣椒中，但一般通过合成生产。热稳定性较辣椒素更好。

## 结构
N-香草基壬酰胺的结构十分接近辣椒素，不同之处在于辣椒素较N-香草基壬酰胺多一个双键及末端甲基。

## 用途
N-香草基壬酰胺可作为食品添加剂以增加食物的辣味及香辛味。也可加入糖果糕点中以创造一种辛辣的感觉。制药工业中常用N-香草基壬酰胺作为辣椒素的廉价代替品。台湾等地以商品名筋節靈軟膏（Finalgon）售卖的软膏主要含有此成分，用于缓解关节炎及肌肉疼痛。
和辣椒素一样，N-香草基壬酰胺可阻吓哺乳动物偷吃农作物（如防止松鼠偷吃给鸟类准备的饲料等），但对鸟类及昆虫无效。这跟N-香草基壬酰胺对TRPV1离子通道的兴奋作用有关。哺乳动物的TRPV1受体会由热及辣椒素而激活，但鸟类的TRPV1受体并不会受到辣椒素的激活。
N-香草基壬酰胺（此种情况一般称作PAVA）可用于非致命武器中，如胡椒喷雾和FN 303非致命性弹药发射器等。